# Shivakumara Swami
Shivakumara Swami (ಡಾ.ಶಿವಕುಮಾರ ಸ್ವಾಮೀಜಿ), né le 1er avril 1907 à Karnataka et mort le 21 janvier 2019 à Tumkur, est une personnalité de l'aide humanitaire indienne.

## Biographie
Il est le fondateur de la Sree Siddaganga Education Society.